# 16883 Adeenedenton
16883 Adeenedenton este o planetă minoră (asteroid), cu un diametru de 7,776 km, din centura de asteroizi. A fost descoperită pe 22 ianuarie 1998 la Observatorul Național Kitt Peak de Spacewatch. 
Obiectul prezintă o orbită caracterizată de o semiaxă mare de 2,7986641 UAi, o excentricitate de 0,07, o înclinație de 0,23979 ° în raport cu ecliptica.